# Dacnusa
Dacnusa is een geslacht van insecten uit de orde vliesvleugeligen (Hymenoptera) en de familie schildwespen (Braconidae).

## Soorten
- D. abdita (Haliday, 1839)
- D. abditiva Tobias, 1998
- D. abstrusa Tobias, 1998
- D. adducta (Haliday, 1839)
- D. alpestris Griffiths, 1967
- D. alticeps Nixon, 1937
- D. analis (Vollenhoven, 1878)
- D. angelicina Griffiths, 1967
- D. annulata (Nees, 1834)
- D. aquilegiae Marshall, 1896
- D. arctica Griffiths, 1984
- D. areolaris (Nees, 1811)
- D. arephini Tobias, 1998
- D. arkadii Tobias, 1997
- D. aspilotoides Tobias, 1998
- D. astarte (Nixon, 1948)
- D. aterrima Thomson, 1895
- D. atra Tobias, 1998
- D. austriaca (Fischer, 1961)
- D. bakurianensis Gannota & Tobias, 1994
- D. barkalovi Tobias, 1998
- D. basirufa Tobias, 1998
- D. belokobylskii Tobias, 1998
- D. brevis Tobias, 1998
- D. brevistigma (Tobias, 1962)
- D. brevitarsis Tobias, 1998
- D. campanariae Griffiths, 1967
- D. centaureae Griffiths, 1967
- D. cerpheres (Nixon, 1948)
- D. cicerina Tormos, Pardo, Asis & Gayubo, 2008
- D. cingulator (Nees, 1834)
- D. cisbaikalica Tobias, 1998
- D. cismelicerta Tobias, 1998
- D. clavata (Provancher, 1886)
- D. clematidis Griffiths, 1967
- D. confinis Ruthe, 1859
- D. chereas Goureau, 1851
- D. dampfella (Roman, 1925)
- D. danzas Papp, 2004
- D. delphinii Griffiths, 1967
- D. diluta Spinola, 1851
- D. discolor (Forster, 1862)
- D. docavoi Jimenez & Tormos, 1987
- D. dolorosa Marshall, 1898
- D. dryas (Nixon, 1948)
- D. dubiosa (Ashmead, 1902)
- D. ergeteles (Nixon, 1954)
- D. erythrosoma Tobias, 1998
- D. euphrasiella Griffiths, 1984
- D. evadne Nixon, 1937
- D. faeroeensis (Roman, 1917)
- D. fasciata Stelfox, 1954
- D. fasciola Tobias, 1998
- D. fastosa Tobias, 1998
- D. festa (Goureau, 1851)
- D. filatica Tobias, 1998
- D. flava Katiyar & Sharma, 1988
- D. flavicoxa Thomson, 1895
- D. flaviventris Tobias, 1998
- D. fraterna Tobias, 1998
- D. fumicoxa Tobias, 1997
- D. fuscipes Griffiths, 1967
- D. gallarum (Ratzeburg, 1852)
- D. gangtokensis Katiyar & Sharma, 1988
- D. gentianae Griffiths, 1967
- D. groenlandica van Achterberg, 2006
- D. groschkeana Griffiths, 1968
- D. gumbus Papp, 2004
- D. helvetica Griffiths, 1967
- D. heringi Griffiths, 1967
- D. himalayensis Katiyar & Sharma, 1988
- D. hospita (Forster, 1862)
- D. jakovlevi Tobias, 1986
- D. jakutica Tobias, 1998
- D. kasparyani Tobias, 1998
- D. kaszabi Papp, 2004
- D. kerzhneri Tobias, 1998
- D. konovalovae Tobias, 1998
- D. kurilensis Tobias, 1997
- D. laesa Tobias, 1998
- D. laeta (Nixon, 1954)

- D. laevipectus Thomson, 1895
- D. latisternaulica Tobias, 1998
- D. leleji Tobias, 1997
- D. leucotegula Tobias, 1998
- D. liopleuris Thomson, 1895
- D. lissos (Nixon, 1954)
- D. lithospermi Griffiths, 1967
- D. lomnickii (Niezabitowski, 1910)
- D. longicauda Thomson, 1895
- D. longiradialis Nixon, 1937
- D. longithorax (Tobias, 1962)
- D. lonicerella Griffiths, 1967
- D. luctuosa Papp, 2007
- D. lugens (Haliday, 1839)
- D. macrosoma Tobias, 1998
- D. macrospila (Haliday, 1839)
- D. maculata Goureau, 1851
- D. maculipes Thomson, 1895
- D. mara (Nixon, 1948)
- D. marica (Nixon, 1948)
- D. marshakovi Tobias, 1998
- D. maxima (Fischer, 1961)
- D. megastigma Tobias, 1998
- D. melicerta (Nixon, 1954)
- D. merope (Nixon, 1948)
- D. metula (Nixon, 1954)
- D. minuta (Curtis, 1826)
- D. moniliata Tobias, 1998
- D. monticola (Forster, 1862)
- D. nigrella Griffiths, 1967
- D. nigricoxa Tobias, 1998
- D. nigrifemur Tobias, 1998
- D. nigropygmaea Stelfox, 1954
- D. nipponica Takada, 1977
- D. obesa Stelfox, 1954
- D. ocyroe Nixon, 1937
- D. omolonica Tobias, 1998
- D. oscinidis Ashmead, 1889
- D. paramushirica Tobias, 1997
- D. patuna Papp, 2004
- D. paucicula Tobias, 1998
- D. plantaginis Griffiths, 1967
- D. prisca Griffiths, 1967
- D. pseudolugens Tobias, 1998
- D. pubescens (Curtis, 1826)
- D. radialis (Tobias, 1966)
- D. reducta Papp, 2004
- D. reno Papp, 2007
- D. rodriguezi Docavo & Tormos, 1997
- D. rufa Tobias, 1998
- D. rugosa Katiyar & Sharma, 1988
- D. rutila Papp, 2009
- D. sasakawai Takada, 1977
- D. scaptomyzae Gahan, 1913
- D. sergia Tobias, 1998
- D. sibirica Telenga, 1935
- D. soldanellae Griffiths, 1967
- D. soma (Nixon, 1948)
- D. splendida Tobias, 1998
- D. stenoradialis Tobias, 1998
- D. storozhevae Tobias, 1998
- D. stramineipes (Haliday, 1839)
- D. subfasciata Tobias, 1998
- D. sublaeta Tobias, 1998
- D. sublonicerella Tobias, 1998
- D. subnigrella Tobias, 1986
- D. sulcata (Tobias, 1962)
- D. sulcifera Tobias, 1998
- D. sulcipleuris Tobias, 1998
- D. sylvatica Tobias, 1998
- D. tarsalis Thomson, 1895
- D. temula (Haliday, 1839)
- D. temuloides Tobias, 1998
- D. terminalis (Tobias, 1962)
- D. tricolor Tobias, 1998
- D. trisulcata Tobias, 1998
- D. umbelliferae Tobias, 1998
- D. ussuriensis Tobias, 1998
- D. veronicae Griffiths, 1967
- D. zek Tobias, 1998
- D. zlobini Tobias, 1998